# Zuhd
Le Zuhd est l'une des notions très importantes dans le cheminement spirituel dans l'islam, qu'on traduit parfois par ascétisme, mais aussi par « détachement », ou « renoncement » dans le but d'un rattachement à la divinité. Zâhid est un terme signifiant "ascète", utilisé pour désigner les soufis.

## Définition
Pour P. Lory, "Le zuhd, c’est faire tout son effort pour se libérer des attraits de l’âme charnelle afin de pouvoir se consacrer à la joie du service de Dieu". 
Le terme zuhd est plus ancien que le Coran et ne possède pas le sens religieux qu'il aura par la suite. Dans le Coran même, il a le sens de « dédain vis-à-vis d'un objet ». 

## Histoire
Le Zuhd est une vertu spirituelle encouragée tant par les mystiques que par une part importante des musulmans. Ce terme possède plusieurs nuances, en particulier celle du renoncement et celle de l'ascétisme. Plusieurs références à l'ascétisme se trouvent dans le Coran. Même si plusieurs traditions ont voulu présenter Mahomet comme un exemple de renoncement, celui-ci n'était pas un ascète. 
Dès les premiers siècles de l'islam apparait un ascétisme musulman, en particulier en réaction à l'enrichissement de l'Umma et à l'exemple chrétien. P. Lory remarque qu'au IIIe de l'Hégire, une évolution se fait d'une spiritualité plus ancienne, marquée par une crainte du Jugement vers une autre marquée par une volonté d'union à Dieu. La littérature soufie évoque une rupture progressive entre une période purement ascétique vers une période plus mystique. SI cette rupture peut être nuancée, les premiers siècles de l'islam n'évoque pas explicitement la question de "l'action du cœur" et la manifestation de la foi rejaillit d'actions matérielles. Néanmoins, cette spiritualité pouvait être le support d'une expérience mystique. Pour Mervin, le premier ouvrage soufi sur cet ascétisme est celui d'al-Muhasibi (837). À la différence des ouvrages plus ancien, celui-ci met l'accent sur l'ascèse intérieure. 
L'ascétisme a fait l'objet d'une littérature spécifique au cours de l'histoire de l'islam. Ainsi, l'ouvrage d'al-Bayhaki (XIe siècle) exprime des nuances nouvelles à ce concept, comme celle d'un contentement de peu... D'autres auteurs, comme Sahl al-Tustari, établissent des distinctions conceptuelles entre l'ascétisme et la mortification de la chair. Un des débats autour de ce terme est celui du champ de celui-ci. Entre le VIIIe et le IXe siècle, un débat existe pour savoir si l'ascétisme doit être intérieur (renoncement aux désirs...) ou extérieur (renoncement au confort...).
Une subdivision du Zuhd en trois étapes est associée à la figure d'Ibrahim b. Adham : "Renonciation au monde", "renonciation à la joie de s'être consacré au renoncement"; et "le stade auquel le monde devient si insignifiant aux yeux de l'ascète qu'il ne s'y intéresse plus". De manière similaire à l'ascétisme chrétien, le renoncement intérieur est considéré comme plus important que ses démonstrations extérieures. De nombreux récits de mortifications extrêmes sont transmis à propos d'importants mystiques même si ceux-ci ont été censurés par les ulémas.